# 레지널드 벨존슨
레지널드 벨존슨(영어: Reginald VelJohnson, 1952년 8월 16일 ~ )은 미국의 배우이다. 영화 《다이하드》에서 매클레인의 조력자 파월 경사 역으로 유명하다.

## 출연 작품
- 12 도그 데이즈 오브 크리스마스 (2014)
- 엔젤스 윙스 (2014)
- 더 미슬-톤스 (2012)
- 트론: 업라이징 (2012)
- 에어 크래쉬 (2012)
- 하트 오브 딕시 1 (2011)
- 유 어게인 (2010)
- 베가스로 가는 3일 (2007)
- 슈츠 온 더 루즈 (2005)
- 카운트 제로 (2000)
- CSI 라스베가스 시즌1 (2000)
- 더블 플레이 (1996)
- 원 오브 허 오운 (1994)
- 닥터슬론 (1993)
- 파시 (1993)
- 글래스 루츠 (1992)
- 미녀 스캔들 (1990)
- 다이 하드 2 (1990)
- 터너와 후치 (1989)
- 비밀 경찰(영어판) (1988)
- 다이 하드 (1988)
- 비앤비 (1987)
- 크로커다일 던디 (1986)
- 고스트버스터즈 (1984)
- 늑대 인간의 습격 (1981)